# Aeroportul Qikiqtarjuaq
Aeroportul Qikiqtarjuaq (IATA: YVM, ICAO: CYVM) este un aeroport din Qikiqtarjuaq⁠(d), Nunavut, Canada ce deservește zona Qikiqtarjuaq⁠(d). A fost numit după zona deservită.
Situat la o altitudine de 5 m, aeroportul dispune de 1 pistă.

## Infrastructură

### Piste
Aeroportul dispune de o singură pistă. Pista are orientarea 03/21. 